# Mjuk pepparkaka

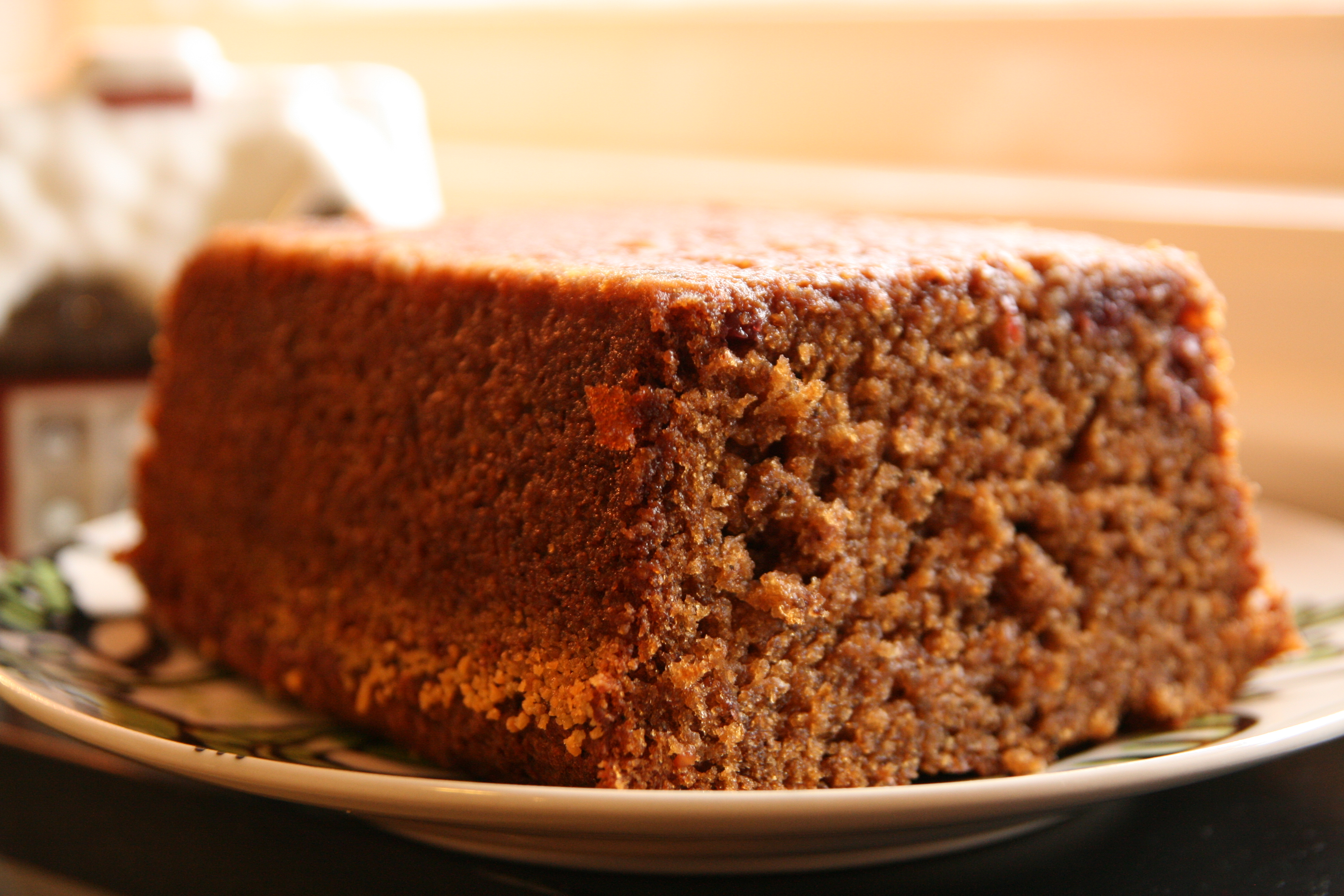
Mjuk pepparkaka

Mjuk pepparkaka är en typ av sockerkaka med pepparkakssmak.
Ingredienser som traditionellt ingår i smeten är vetemjöl, socker, matfett, ägg, lingonsylt och bikarbonat. Den smaksätts likt pepparkakor med kryddnejlika, kanel och ingefära.
Mjuk pepparkaka har lång hållbarhetstid, ca 14 dagar i försluten påse/burk eller 3–6 månader i frys.